# Падериха
Падериха — река в Удмуртии и Кировской области России. Устье реки находится в 8,6 км от устья по левому берегу реки Сада. Длина реки — 14 км.
Река берёт начало на Красногорской возвышенности. Протекает на северо-восток, впадает в Саду недалеко от деревни Русская Сада. Имеет несколько мелких притоков. Среднее и нижнее течения реки служат границей между Удмуртией и Кировской областью.

## Данные водного реестра
По данным государственного водного реестра России относится к Камскому бассейновому округу, водохозяйственный участок реки — Чепца от истока до устья, речной подбассейн реки Вятка. Речной бассейн реки — Кама.
Код объекта в государственном водном реестре — 10010300112111100033452.